# 鼓山

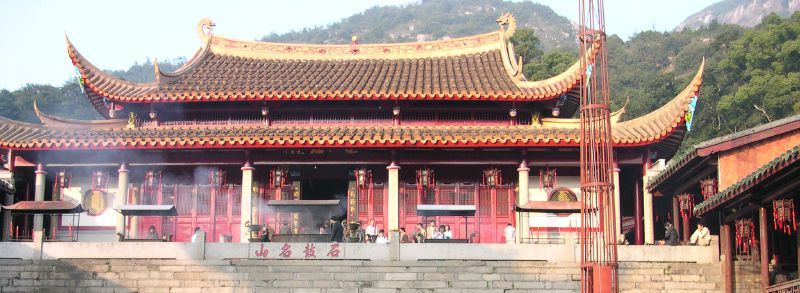
鼓山涌泉寺

鼓山（平話字：Gū-săng，實際讀音：/ku˨˩ laŋ˥˥/）是福建省福州市晉安區的一座山。其北面為鼓嶺，南面是閩江，東面是大磨溪，西面為福州平原，整座山南北長6公里，東西寬4公里，一般高度在700-800米，最高峰為海拔919.1米的大頂峰。鼓山得名于其山顶上一塊酷似大鼓的巖石，且有傳說運每逢风雨之际，就會有鼓聲由上中岩洞传出，因此有鼓山之名。涌泉寺在鼓山山腰是福州重要的風景區之一，山上有湧泉寺始建於唐建中四年（783年）、喝水岩、十八景、观音阁等自然和人文景觀。鼓山上還有古代摩崖石刻多三百多處，其中有蔡襄、朱熹等人的手书，是福州古代石刻最多最集中的地点，涌泉寺前則有建于北宋的兩座陶塔，這些重要的人文遺跡以“鼓山摩崖石刻（石窟寺及石刻）”的名稱列入中國全國重點文物保護單位之中。

## 延伸阅读
[在维基数据编辑]
 《欽定古今圖書集成·方輿彙編·山川典·鼓山部》，出自陈梦雷《古今圖書集成》